# Muerte y funeral de Estado de Silvio Berlusconi
La muerte de Silvio Berlusconi se produjo el 12 de junio de 2023, en el hospital San Raffaele de la ciudad de Milán, Italia. El mismo día, el gobierno italiano anunció el funeral de Estado para el 14 de junio y declaró un día de luto nacional. El funeral se celebró en la catedral de Milán y asistió Sergio Mattarella, presidente de la República.

## Antecedentes

### Enfermedad y muerte
En abril de 2023, Berlusconi fue hospitalizado en el Hospital San Raffaele de Milán y fue tratado en cuidados intensivos después de sufrir problemas respiratorios debido a una neumonía grave causada por una forma de leucemia. El 6 de abril se informó que Berlusconi había comenzado la quimioterapia.
Tras ser dado de alta del hospital el 19 de mayo, Berlusconi fue hospitalizado de nuevo el 9 de junio de 2023. Sin embargo, su estado de salud empeoró drásticamente en la noche del 11 al 12 de junio y murió a las 9:30 (CET) del 12 de junio de 2023, a la edad de 86.

## Capilla ardiente
El velatorio, de dos días, tuvo lugar en su mansión. A la capilla ardiente tuvo acceso solo el círculo más íntimo del mandatario por razones de orden público.

## Funeral
El Consejo de Ministros de Italia declaró un día de luto nacional el día del funeral y también ordenó que las banderas ondearan a media asta durante tres días; esto fue recibido con protestas y polémicas por parte de algunos miembros de la coalición de centroizquierda, así como de algunos juristas y politólogos.
El funeral tuvo lugar en la catedral de su ciudad natal a las 15:00, hora local, (13:00 GMT) del miércoles en presencia de autoridades de la vida política, social y económica del país, encabezadas por el jefe del Estado, Sergio Mattarella.
Las exequias estuvieron presididas por el arzobispo de Milán, monseñor Mario Delpini., quien hizo el ofició con el Rito Ambrosiano el 14 de junio de 2023.
Mons. Delpini pronunció una homilía sobre el sentido de la vida, mencionando algunos elementos de la vida de Berlusconi (negocios, vida pública, política), concluyendo que "Eso es lo que podemos decir de Silvio Berlusconi: era un hombre y ahora se encontrará con Dios".
La homilía provocó polémica y diferentes interpretaciones: fue calificada de "gélida" por Il Fatto Quotidiano, mientras que el Corriere della Sera la describió como "un retrato perfecto, desprovisto de cualquier hipocresía", señalando que fue muy apreciada por la familia de Berlusconi, mientras que Il Foglio lo llamó "una gran homilía". Il Messaggero remarcó que la homilía se inspiró en la teología del padre Luigi Giussani, fundador de Comunión y Liberación.
Al funeral asistieron 2.300 personas en la Catedral y 15.000 personas en la plaza exterior de la misma. Los partidarios de Berlusconi corearon "C'è solo un presidente!" ("¡Hay un solo presidente!") y aplaudía mientras el féretro entraba y salía de la Catedral. También se reportaron cánticos anticomunistas.

## Cobertura mediática
Para la audiencia no solo en Italia, sino en el mundo que deseaba ver las exequias del difunto líder italiano, se instalaron pantallas gigantes en la plaza del Duomo para que la gente pueda seguir en directo el funeral, a través de una señal de televisión que producirá Mediaset, el conglomerado mediático del magnate, según informaron medios locales., lo cual lo hicieron de manera respetuosa, y por el cual más de 5 millones de personas siguieron el funeral a través de la televisión y de las redes sociales.

## Oficiantes del funeral
- Mons. Mario Delpini, Arzobispo de Milán.[22]
- Mons. Gianantonio Borgonovo, arcipreste de la Catedral.[22]
- Mons. Francesco Pesce, capellán de la Cámara de Diputados.[22]
- Mons. Emil Paul Scherring, nuncio apostólico para Italia.[22]
- Padre Giandomenico Colombo, sacerdote a cargo de Arcore y capellán privado de Villa San Martino.[22]

## Dignatarios presentes en el funeral

### De parte de la familia Berlusconi
- Barbara Berlusconi, hija.[23]
- Eleonora Berlusconi, hija.[23]
- Luigi Berlusconi, hijo.[23]
- Marina Berlusconi, hija.[23]
- Pier Silvio Berlusconi, hijo.[23]
- Paolo Berlusconi, hermano.[23]

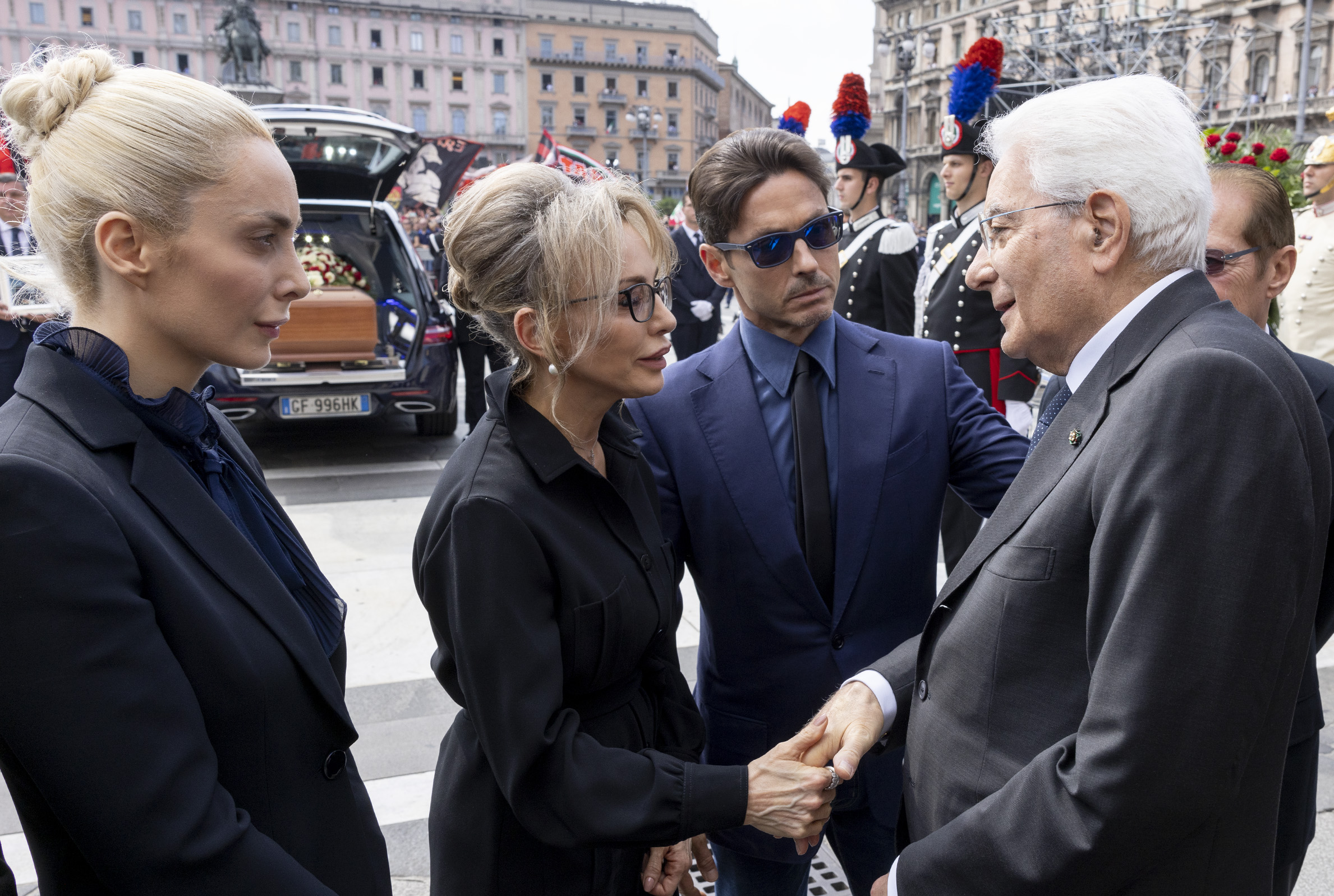
El Presidente Sergio Mattarella con Marta Fascina, Marina y Pier Silvio Berlusconi

- Marta Fascina, pareja del difunto.[23]
- Veronica Lario, exesposa.[23]
- Francesca Pascale, expareja.[23]

### Clase política nacional

#### Presidentes, primeros ministros y predecesores
- El Presidente de Italia Sergio Mattarella.[24]
- La primera ministra Giorgia Meloni.[24]
- El vice primer ministro Matteo Salvini.[24]
- El vice primer ministro Antonio Tajani.[24]
- El presidente del Senado Ignazio La Russa.[24]
- El presidente de la Cámara de Diputados Lorenzo Fontana.[24]
- La Presidenta de la Corte Constitucional Silvana Sciarra.[25]
- El ex primer ministro Mario Draghi.[24]
- El ex primer ministro Paolo Gentiloni.[24]
- El ex primer ministro Mario Monti.[24]
- El ex primer ministro Matteo Renzi.[24]

#### Cartera ministerial italiana
- El ministro Andrea Abodi.[24]
- La ministra Anna Maria Bernini.[24]
- El ministro Roberto Calderoli.[24]
- La ministra Marina Elvira Calderone.[24]
- La ministra Elisabetta Casellati.[24]
- El ministro Luca Ciriani.[24]
- El ministro Guido Crosetto.[24]
- El ministro Raffaele Fitto.[24]
- El ministro Francesco Lollobrigida.[24]
- El ministro Giancarlo Giorgetti.[24]
- El ministro Nello Musumeci.[24]
- El ministro Carlo Nordio.[24]
- El ministro Matteo Piantedosi.[24]
- El ministro Gilberto Pichetto Fratin.[24]
- El ministro Gennaro Sangiuliano.[24]
- La Ministra Daniela Santanchè.[24]
- El ministro Adolfo Urso.[24]
- El ministro Giuseppe Valditara.[24]
- El ministro Paolo Zangrillo.[24]
- El subsecretario Alfredo Mantovano.[24]
- El subsecretario Vittorio Sgarbi.[26]

#### Regionales
- El presidente de Piamonte Alberto Cirio.[27]
- El Presidente de Friul-Venecia Julia Massimiliano Fedriga.[27]
- El Presidente de Liguria y líder de Italia en el Centro Giovanni Toti.[28]
- El Presidente de Lombardía Attilio Fontana.[27]
- El Presidente de Campania Vincenzo De Luca.[27]
- El Presidente del Véneto Luca Zaia.[27]

### Otros políticos italianos
- El Líder de Acción Carlo Calenda.[24]
- El Líder de Nosotros con Italia Maurizio Lupi.[24]
- El Dirigente de Sindicato del Centro Lorenzo Cesa.[24]
- El Líder del Partido Demócrata Elly Schlein.[24]
- El Líder del grupo Forza Italia en la Cámara de Diputados Paolo Barelli.[25]
- El Líder del grupo del Partido Demócrata en el Senado Francesco Boccia.[24]
- El Líder del grupo del Partido Demócrata en la Cámara de Diputados Chiara Braga.[24]
- El Líder del grupo Lega en la Cámara de Diputados Riccardo Molinari.[25]
- La Líder de Acción – Grupo Italia Viva en el Senado Raffaella Paita.[25]
- El Líder de Acción – grupo Italia Viva en la Cámara de Diputados Matteo Richetti.[25]
- El Líder del grupo Lega en el Senado Massimiliano Romeo.[25]
- El Líder del grupo Forza Italia en el Senado Licia Ronzulli.[25]
- El Diputado Umberto Bossi, presidente de la Lega Nord.[24]
- La Diputada y líder del Movimiento Animalista Michela Vittoria Brambilla.[28]
- El Senador Pier Ferdinando Casini.[25]
- La eurodiputada Lara Comi.[29]
- Gianni Letta junto a su hijo Giampaolo.[23]
- El Senador Darío Franceschini.[25]
- La eurodiputada Alessandra Mussolini.[29]
- El Diputado Giulio Tremonti.[25]
- El Diputado Benedetto Della Vedova.[24]
- La alcaldesa de Viterbo Chiara Frontini.[26]
- El alcalde de Milán Giuseppe Sala.[28]
- Denis Verdini, excoordinador de Forza Italia y exlíder de la Alianza Popular Liberal.[30]
- La Cantante y ex eurodiputada Iva Zanicchi.[28]

### Clase política extranjera

#### Mandatarios o primeros ministros
- Albania: El primer ministro Edi Rama.[31]
- Hungría; El primer ministro Viktor Orbán.[32]
- Irak: El presidente Abdul Latif Rashid.[32]
- Catar: El emir Tamim bin Hamad Al Thani.[32]
- San Marino: Los Capitanes regentes de San Marino Adele Tonnini y Alessandro Scarano.[33]

#### Representantes gubernamentales
- Unión Europea:
  - Paolo Gentiloni, comisario europeo de Economía.[32]
  - Manfred Weber, líder del Partido Popular Europeo.[32]
- Croacia: El ministro de Relaciones Exteriores Gordan Grlić-Radman, enviado por Andrej Plenković.[33]
- Kosovo: El ministro de Relaciones Exteriores Donika Gërvalla-Schwarz, enviado por Albin Kurti.[33]
- Alemania: El embajador de Alemania en Roma Viktor Elbling, enviado por Olaf Scholz.[34]
- Malta: El ministro de Relaciones Exteriores Ian Borg, enviado por Robert Abela.[33]
- Serbia: Đorđe Milićević, enviado por Ana Brnabić.[35]
- España: El embajador de España en Roma Miguel Ángel Fernández-Palacios Martínez, enviado por Pedro Sánchez.[36]
- Túnez: El ministro de Relaciones Exteriores de Túnez, Nabil Ammar, enviado por Najla Bouden[33]
- Turquía:
  - El ministro de Relaciones Exteriores de Turquía, Hakan Fidan,[37] el exmiembro de Asuntos de la Unión Europea Ömer Çelik[38] y el embajador de Turquía en Roma Ömer Gücük,[38] enviados por Recep Tayyip Erdoğan.
- Reino Unido: El Embajador del Reino Unido en Roma Lord Llewellyn, enviado por Rishi Sunak.[39]

### Familia deportiva
- El Gerente General de U.S. Cremonese Paolo Armenia.[40]
- El exfutbolista del AC Milán Franco Baresi.[27]
- El Gerente General de la ACF Fiorentina Joe Barone.[41]
- El Presidente del Torino F.C., Urbano Cairo.[27]
- El Gerente General del U.S. Sassuolo Calcio Giovanni Carnevali.[41]
- El Presidente de la Juventus de Turín, Gianluca Ferrero.[27]
- El Presidente de la FIFA Gianni Infantino.[27]
- El Propietario de Filmauro y presidente de S.S.C. Nápoles Aurelio De Laurentiis.[27]
- El Presidente  y el CEO del Inter de Milán Steven Zhang y Beppe Marotta, respectivamente.[41]
- El Presidente de la Asociación de Fútbol de Montenegro y exfutbolista del AC Milan Dejan Savićević.[27]

### De la farándula y medios
- El Presidente de Mediaset Fedele Confalonieri.[23]

## Cremación de sus restos
Después de la función religiosa, el cuerpo de Berlusconi fue trasladado nuevamente a Villa San Martino; luego será trasladado al Tempio Crematorio Valenziano Panta Rei en Alessandria, donde será incinerado. Luego, sus cenizas serán enterradas en la Capilla de San Martín en los terrenos de la mansión, cerca de la tumba de sus padres Luigi y Rosa, y su hermana María Antonieta.

## Reacciones

### Nacionales
- El presidente Sergio Mattarella dijo: "Berlusconi fue un gran líder político que marcó la historia de nuestra república, incidiendo en sus paradigmas, usos y lenguajes. En una época de profundas convulsiones, su 'entrada en la cancha', con un partido recién fundado, obtuvo tal amplio consenso de que podría componer inmediatamente una mayoría y un gobierno [...] Como primer ministro, enfrentó acontecimientos globales, como la crisis abierta por el ataque a las Torres Gemelas, la lucha contra el terrorismo internacional y los trastornos financieros en el finales de la primera década del nuevo siglo. Ha integrado progresivamente el movimiento político que fundó en la familia del EPP, favoreciendo la continuidad en la dirección atlántica y europeísta de nuestra república. Fue una persona de gran humanidad y un emprendedor de éxito, innovador en su campo, ha conquistado posiciones de absoluto protagonismo en la industria televisiva y en el sector de los medios de comunicación, mucho antes de su implicación directa en las instituciones".[43]
- La primera ministra Giorgia Meloni dijo: "Silvio Berlusconi fue ante todo un luchador. Fue un hombre que nunca tuvo miedo de defender sus ideas y fue precisamente ese coraje y esa determinación lo que lo convirtió en uno de los hombres más influyentes en la historia de Italia, que le permitió hacer verdaderos avances en el mundo de la política, de la comunicación en el mundo de los negocios. Con él, Italia aprendió que nunca se le deben imponer límites, aprendió que nunca se debe rendir, luchó, ganó, perdió. , muchas batallas y por él también traeremos a casa los objetivos que nos propusimos juntos".[44]
- El presidente del Senado Ignazio La Russa dijo: "Había una Italia antes de Silvio Berlusconi y una Italia después de que entrara en el campo de la política, así como creo que había una Italia hasta ayer y otra desde mañana, sin Berlusconi. Si miramos en la historia de las últimas décadas, ha cambiado la política, el urbanismo, la televisión, el fútbol, la diplomacia. Dondequiera que aplicó, trajo cambios".[45]
- El ex primer ministro Romano Prodi dijo: "Comparto mis profundas condolencias por el fallecimiento de Silvio Berlusconi. En nuestra larga confrontación política hemos representado mundos diferentes y opuestos, pero nuestra rivalidad nunca ha trascendido en sentimientos de enemistad a nivel personal, manteniendo la confrontación en un ambiente de respeto mutuo. Aprecié su apoyo a la causa europeísta, sobre todo porque se confirmó y reafirmó en un momento en que nuestro destino europeo común estaba siendo dura e imprudentemente acusado".[46]
- El ex primer ministro Matteo Renzi dijo: "Silvio Berlusconi hizo historia en este país. Muchos lo amaban, muchos lo odiaban: hoy todos deben reconocer que su impacto en la vida política, pero también económica, deportiva y televisiva no tuvo precedentes. Hoy Italia está de luto junto con su familia, sus seres queridos, sus empresas, su fiesta. A todos los que lo amaron, mi abrazo más afectuoso y sincero”.[47]
- El ex primer ministro Giuseppe Conte dijo: "Silvio Berlusconi fue un empresario y un político que contribuyó a escribir páginas significativas de nuestra historia en todos los campos en los que se aventuró. Ha encendido y polarizado el debate público quizás como ningún otro, e incluso aquellos que haberlo enfrentado como un oponente político debe reconocer que nunca le ha faltado valor, pasión, tenacidad".[48]
- El ex primer ministro Mario Draghi dijo: "Como empresario, Berlusconi revolucionó el mundo de la comunicación y el deporte, con un extraordinario espíritu de iniciativa e innovación. Como líder, transformó la política y fue amado por millones de italianos por su humanidad y su carisma".[49]

### Internacionales
- Estados Unidos: 
  - El expresidente George W. Bush dijo:

"Silvio Berlusconi fue un líder vibrante con una personalidad a la altura. Laura y yo tuvimos la suerte de pasar mucho tiempo con él durante mi presidencia. Nunca hubo un momento aburrido con Silvio. Él fortaleció la amistad entre Italia y Estados Unidos, y estamos agradecidos por su compromiso con nuestra importante alianza"

- - El secretario de Estado Antony Blinken declaró: "Simplemente quiero expresar mis condolencias a su familia, pero también al pueblo italiano por su pérdida. Obviamente, fue una figura tremendamente importante en la vida de Italia".[51]
- Santa Sede
  - El Papa Francisco dijo:

"Silvio Berlusconi fue un protagonista de la vida política italiana, que asumió responsabilidades públicas con un temperamento enérgico. Que Dios le conceda la paz eterna y el profundo consuelo para quienes lloran su partida"

- Alemania: Un portavoz del canciller alemán Olaf Scholz expresa cercanía con el pueblo y gobierno italiano, sin añadir más comentarios.[53]
- Israel:
  - El primer ministro Benjamin Netanyahu dijo:

"Mis más sinceras condolencias a su familia y al pueblo de Italia. Silvio fue un gran amigo de Israel y estuvo a nuestro lado en todo momento. Descanse en paz, amigo mío"

- Unión Europea:
  - La presidenta de la Comisión Europea, Ursula von der Leyen, describió a Berlusconi como "una persona que moldeó a su amado país" y expresó sus condolencias a su familia e Italia.[55]
  - La presidenta del Parlamento Europeo, Roberta Metsola, elogió a Berlusconi como "un luchador que lideró el centro-derecha y que fue protagonista de la política en Italia y Europa durante generaciones", y agregó que "no será olvidado".[56]
  - El presidente del Consejo Europeo, Charles Michel, expresó sus condolencias a la familia y amigos de Berlusconi.[57]
  - El comisario europeo de Economía, Paolo Gentiloni, calificó a Berlusconi como "un líder que ha dejado una profunda huella en Italia en las últimas décadas" y expresó su cercanía a su familia y a Forza Italia.[53]
  - Christine Lagarde, presidenta del Banco Central Europeo, escribió en Twitter que "el ex primer ministro italiano Silvio Berlusconi ha sido una figura importante en la política italiana durante varias décadas. Mis condolencias a su familia, amigos y colegas".[53]
  - Manfred Weber, líder del Partido Popular Europeo, se declaró "doloroso por la muerte de Silvio Berlusconi" y agregó que "mis pensamientos están con su familia y seres queridos en este momento difícil. No olvidaremos la energía y la dedicación". con la que trabajó por su amada Italia, por su familia política y por sus ideales europeos. Que en paz descanse".[53]
- Reino Unido:
  - Un portavoz del primer ministro Rishi Sunak declaró que "Silvio Berlusconi tuvo un gran impacto en la política italiana durante varias décadas, y nuestros pensamientos están con el pueblo italiano y su familia".[58]
  - El ex primer ministro Tony Blair dijo:

"Silvio Berlusconi fue una figura más grande que la vida con quien trabajé de cerca durante varios años como primer ministro. Sé que fue controvertido para muchos, pero para mí fue un líder a quien encontré capaz, astuto y, lo más importante, fiel a su palabra"

Desde luego, mis condolencias a su familia y a sus amigos, respetuosamente, pero entiendan que la disparidad del proyecto político que representó a lo largo de tanto tiempo el señor Berlusconi no adolece de mi compasión y es más, muestra la disconformidad con el mismo.

- Rusia:
  - El presidente Vladímir Putin dijo:

"Los eventos más importantes en la historia reciente de Italia están vinculados al nombre de este hombre extraordinario. Como un verdadero patriota, Silvio Berlusconi siempre ha puesto los intereses de su país en primer lugar. [...] Para mí, Silvio era una persona querida, un verdadero amigo. Siempre he admirado sinceramente su sabiduría, su capacidad para tomar decisiones equilibradas y con visión de futuro incluso en las situaciones más difíciles". También afirmó que Berlusconi sería recordado como un "partidario constante y de principios del fortalecimiento de las relaciones amistosas entre nuestros países"

- - El expresidente Dmitry Medvedev dijo: "Lloramos contigo, Italia. Silvio fue tu patriota. Lo recordaremos"."[64]
- Hungría: 
  - El primer ministro Viktor Orbán dijo: "Se fue el gran luchador".[65]
  - La presidenta Katalin Novák comentó: "Dios descanse Silvio Berlusconi.[66]
- Bielorrusia: El presidente Alexander Lukashenko describió a Berlusconi como una "persona brillante y talentosa, un político que supo evaluar las situaciones de manera independiente, tomó decisiones efectivas y se hizo responsable de ellas" y expresó sus condolencias a su familia y amigos.[67]
- Países Bajos: El primer ministro Mark Rutte dijo: "Con la muerte de Silvio Berlusconi, Italia ha perdido una fuerte personalidad. Fue el primer primer ministro italiano con el que trabajé y lo recordaré como un político apasionado y llamativo. He transmitido mis condolencias a Giorgia Meloni en nombre del gobierno holandés. Nuestros pensamientos están con su familia y otros seres queridos".[68]
- Bulgaria: La ministra de Relaciones Exteriores, Mariya Gabriel, dijo: "Sinceras condolencias por el fallecimiento de Silvio Berlusconi, quien dejó una marca memorable en la vida política italiana y europea. Mis más profundas condolencias a su familia y seres queridos".[69]

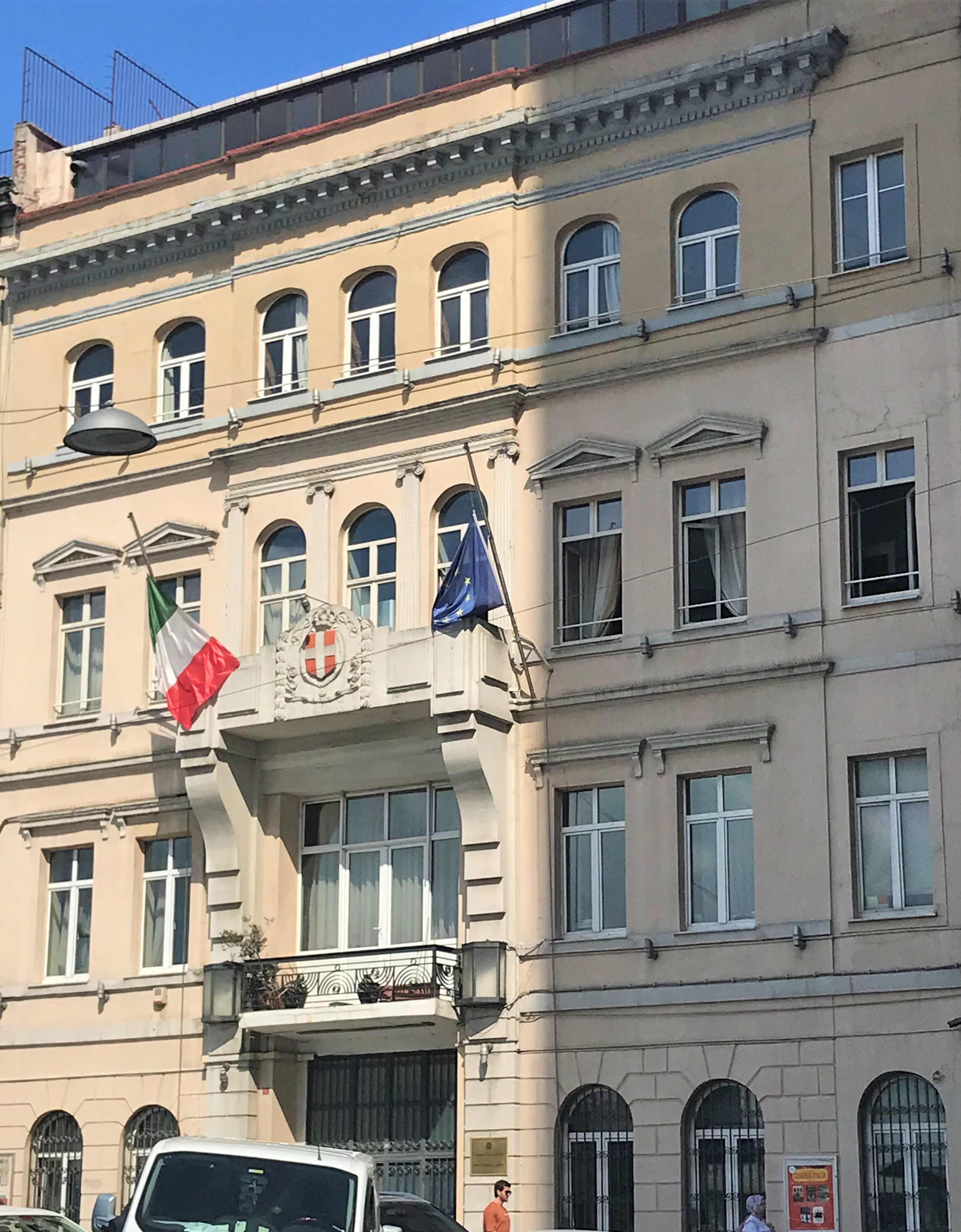
El Consulado General de Italia en Estambul ondeó a media asta la Bandera italiana después del luto nacional, el 14 de junio del 2023

- Turquía: El presidente Recep Tayyip Erdoğan dijo: "Estoy profundamente entristecido por la muerte de mi querido amigo Silvio Berlusconi. Transmito mis condolencias a todo el pueblo italiano".[70]
- Azerbaiyán: El presidente Ilham Aliyev describió a Berlusconi como un "estadista y político de renombre", que "tuvo una gran contribución al desarrollo y expansión de las relaciones de amistad y cooperación" y expresó sus condolencias a su familia, Mattarella y todo el pueblo de Italia.[71]
- Bahréin: El príncipe heredero Salman bin Hamad Al Khalifa envió sus condolencias al presidente Mattarella.[72]
- Catar: El primer ministro Mohammed bin Abdulrahman bin Jassim Al Thani envió sus condolencias a la primera ministra Meloni.[73]
- Arabia Saudita: 
  - El rey Salman de Arabia Saudita expresó su pésame al presidente Sergio Mattarella, a la familia de Berlusconi y al pueblo de Italia, deseando que se les proteja de toda desgracia y daño.[74]
  - El príncipe heredero Mohammed bin Salman expresó sus condolencias al presidente Sergio Mattarella y a la familia de Berlusconi, deseándoles salud y bienestar continuos.[75]
- Serbia: El presidente Aleksandar Vučić describió a Berlusconi como "los líderes más fuertes en la historia reciente del país" que "serán recordados por sus políticas audaces que le ganaron la confianza de los ciudadanos durante muchos años, pero también por su carisma único" y expresó su pésame a la primera ministra Meloni y el pueblo de Italia.[76]
- Armenia: El primer ministro Nikol Pashinyan envió sus condolencias al primer ministro Meloni, "a la gente amiga de Italia ya la familia y amigos de Berlusconi".[77]
- Kazajistán: El presidente Kassym-Jomart Tokayev lo describió como "un político destacado a escala mundial, un líder encantador y verdaderamente carismático" y envió sus condolencias al primer ministro italiano Meloni.[78]
- turkmenistán: El expresidente y presidente del Consejo Popular Gurbanguly Berdimuhamedow expresó su pésame al presidente Mattarella.[79]
- Austria: El canciller Karl Nehammer expresó sus condolencias a su familia y al pueblo italiano.[80]
- Montenegro: 
  - El primer ministro Dritan Abazović expresó "sincera simpatía por el amistoso pueblo italiano" en un telegrama a Meloni.[81]
  - El expresidente Milo Đukanović envía sus condolencias a la familia de Berlusconi.[82]

### En el mundo del deporte
Varios clubes de fútbol (entre ellos, el FC Barcelona, el Real Madrid o el AC Milan, del que fue presidente) mostraron sus condolencias en las redes sociales.
Paolo Maldini le dedicó estas palabras: 

Nos deja un genio, visionario y soñador, pero sobre todo un amigo que cambió la historia de nuestra Italia. Gracias por todo Presidente, nos hiciste vivir a todos los milanistas un sueño que duró más de 30 años, nadie será como tú.

El exdefensa italiano Franco Baresi declaró: 

Me siento más solo. Para mí era como un padre, un presidente único y entrañable para todos. Hizo realidad mis sueños.

El presidente de la FIFA, Gianni Infantino, también mostró su pesar por el fallecimiento del líder italiano, y dijo: 

"Quiero recordarlo así, como la persona que - en nuestro deporte muy querido - soñó y después transformó esos pensamientos en realidad. Un gran abrazo y mis más sinceras condolencias a todos aquellos que lo querían. Y gracias por habernos hecho amar este juego increíble"

## Protestas
La decisión de declarar un día de luto nacional y la orden de ondear las banderas a media asta provocó protestas y polémica: varios miembros de la oposición de centroizquierda protestaron contra ella, calificándola de "inadecuada" teniendo en cuenta los escándalos que atravesó Berlusconi. Una mujer apareció en la plaza frente a la catedral de Milán con una camiseta que decía Io non sono in lutto ("No estoy de luto"): los partidarios de Berlusconi la impugnaron fuertemente y finalmente la policía estatal la sacó. Un joven también protestó frente a la Cámara de Diputados mostrando un cartel que decía Non il mio lutto ("No es mi duelo").
Tomaso Montanari, rector de la Università per Stranieri di Siena y conocido activista de izquierda, se negó a ondear las banderas de la universidad a media asta, calificándola de inapropiada y citando la libertad académica. Dijo que al hacerlo por Berlusconi, su universidad "perdería toda credibilidad educativa y moral". Fue duramente criticado por políticos de centro-derecha y por Matteo Renzi (dirigente de Italia Viva y editor de Il Riformista), que pidió su dimisión, señalando que el rector podría ser procesado por no observar las órdenes públicas. Se lanzó una petición en su apoyo en Change.org, recolectando más de 20,000 firmas.
Marco Travaglio, editor de Il Fatto Quotidiano y conocido crítico de Berlusconi, criticó duramente lo que percibía como una "beatificación" del difunto líder, destacando sus múltiples escándalos. También hubo protestas del Partido de la Refundación Comunista, la Alianza de los Verdes y la Izquierda y algunos miembros del Partido Demócrata.
Algunos líderes de la oposición, como Giuseppe Conte, Nicola Fratoianni y Angelo Bonelli, se negaron a asistir al funeral de estado. Al expresar sus condolencias a la familia de Berlusconi y sus allegados, Conte dijo que de lo contrario habría sido hipócrita, citando el respeto por los valores y principios del Movimiento Cinco Estrellas, que dijo tiene una "historia completamente distante" de aquella. de Berlusconi; criticó lo que llamó "un sistema de medios público-privado que ha comenzado descaradamente reconstrucciones hagiográficas".